# 浮草物語
『浮草物語』（うきぐさものがたり）は、1934年（昭和9年）11月22日公開の日本映画である。松竹キネマ製作・配給。監督は小津安二郎。モノクロ、スタンダード、サウンド版、89分。
坂本武演じる喜八が主人公の「喜八もの」の第2作で、ジョージ・フィッツモーリス監督の米映画『煩悩』を下敷きにしている。オリジナルはサウンド版であり、主題歌まであったが、現存プリントはサイレント版のみである。1959年（昭和35年）には小津自身が『浮草』の題名でリメイクしている。第11回キネマ旬報ベスト・テン第1位。

## あらすじ
旅役者一座の座長・喜八が、むかし自分の子・信吉を産ませた女おつねの住む田舎町へ興行に出かける。喜八は、河原乞食の親ではまずかろうと信吉には事情を隠していた。現在の女房である一座の女優おたかが嫉妬し若いおときに信吉を誘惑させるが、おときは本当に信吉を愛してしまう。喜八は激怒しておたかとおときを叱責する。一方、雨の日が続いて客入りが芳しくないために、財政難に陥り、喜八は一座解散を決断する。喜八はおつねの家で信吉と対立し、おつねは喜八が実の父親であることを信吉に告げる。結局、喜八はおつねに信吉とおときをよろしく頼むと言って立ち去る。彼は駅でおたかと再会して、再び二人で旅立つのだった。

## スタッフ
- 監督：小津安二郎
- 脚本：池田忠雄
- 原作：ジェームス槇（小津安二郎）
- 撮影・編集：茂原英朗
- 美術：浜田辰雄
- 監督補助：原研吉、根岸浜男、田中時夫、石川和雄
- 撮影補助：厚田雄春

## キャスト
- 喜八（市川左半次）：坂本武
- おつね：飯田蝶子
- 信吉：三井秀男
- おたか：八雲理恵子
- おとき：坪内美子
- とっさん：谷麗光
- その子富坊：突貫小僧
- 吉ちゃん：西村青児
- マア公：山田長正
- 下廻り：油井宗信
- 古道具屋：懸秀介
- 床屋のかみさん：青山万里子
- 村人：笠智衆（ノンクレジット）

## その他
- 本作は小津作品では珍しく地方の「旅芸人一座」の世界を舞台にした作品で、主要な人物は着物を着ている。
- 再びの「喜八もの」だが、喜八の性格設定には前作『出来ごころ』と比べて若干の違いが見受けられる。